# 田浦站 (韓國)
田浦站（：／ Jeonpo yeok */?）是釜山地鐵2號線沿線的一座地下車站，位於韓國釜山廣域市釜山镇区田浦洞。

## 車站結構
站體為2面4線雙島式月台構造的地下車站，候車月台設有月台幕門，並有8處出口。
本站可通過候車室轉乘對向列車。

### 月台配置
| 國際金融中心·釜山銀行 ↑ |
| 下 \| 上 \|             |
| ↓ 西面                  |

| 月台 | 路線               | 目的地                               |
| ---- | ------------------ | ------------------------------------ |
| 上行 | ●釜山都市铁道2号线 | 末班車終着專用                       |
| 上行 | ●釜山都市铁道2号线 | 大淵、金蓮山、水營、海雲臺、萇山方向 |
| 下行 | ●釜山都市铁道2号线 | 沙上、德川、湖浦、萇山方向           |
| 下行 | ●釜山都市铁道2号线 | 首班車出發專用                       |

## 歷史
- 2001年8月8日：落成啟用。

## 車站周邊
- 門田市場
- 田浦派出所
- 田浦洞郵局
- 慶南工業高校
- 釜山東成高校
- Zio Place
- 西面CGV
- 韓國電力公社

## 圖片

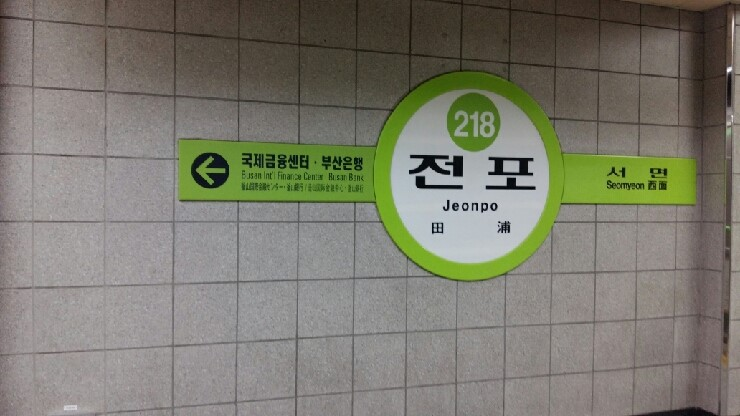
站名牌
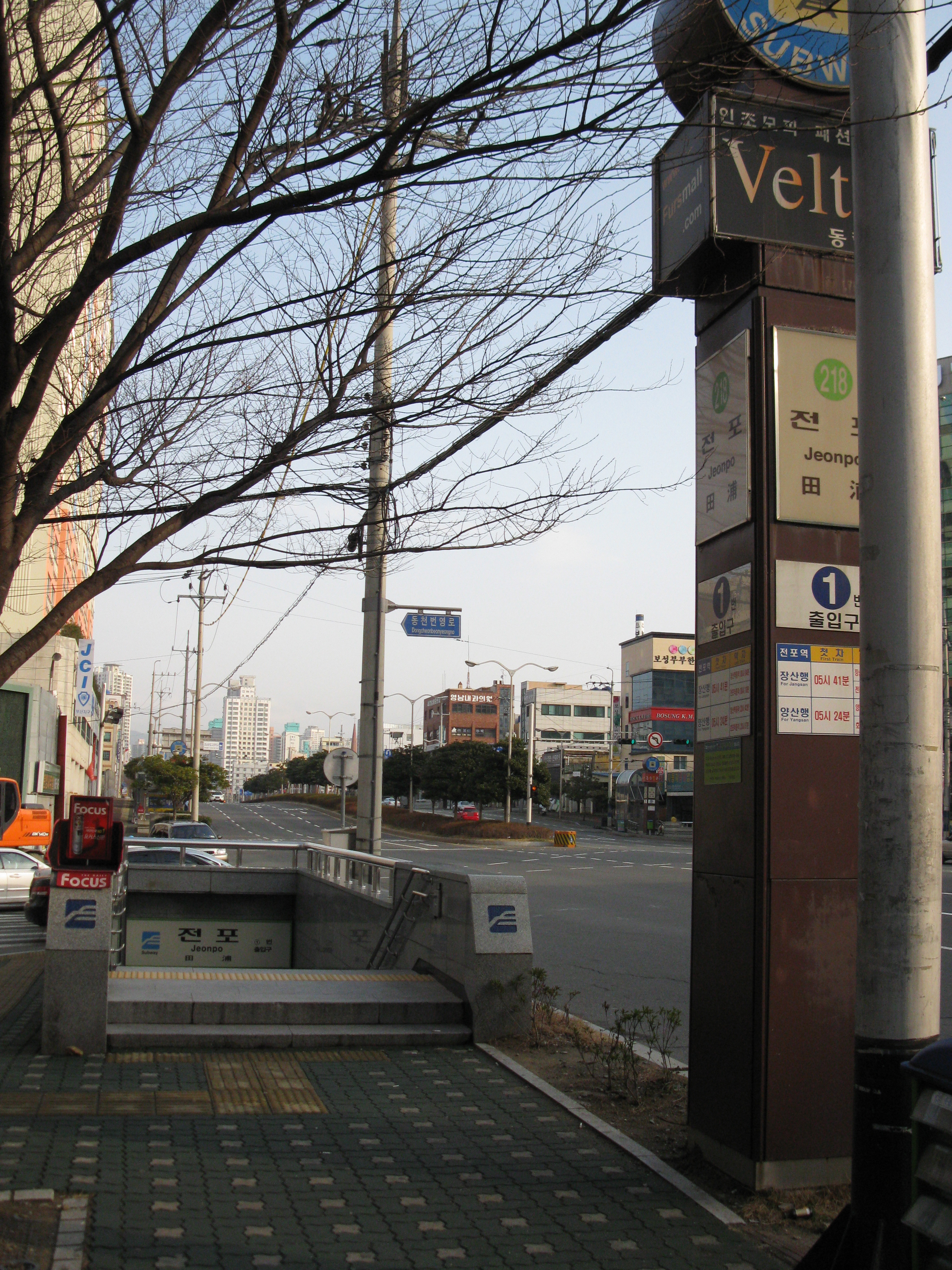
1號出口

## 相鄰車站
釜山交通公社
●釜山都市铁道2号线
國際金融中心·釜山銀行（217）－田浦（218）－西面（219）